# Moby Dick (película de 2010)
Moby Dick (2010: Moby Dick o Moby Dick: 2010) es una película independiente de Estados Unidos que está basada en la novela homónima de Herman Melville.
Fue lanzada al mercado el 23 de noviembre de 2010 y directamente en vídeo, al igual que en los Países Bajos y Suecia (el 31 de mayo y el 26 de octubre de 2011, respectivamente).
Al film se le cambiaron algunas tramas del argumento[cita requerida] y el resultado apenas tiene relación con la película de 1956 dirigida por John Huston y protagonizada por Gregory Peck.